# Talipariti tortuosum
Talipariti tortuosum là một loài thực vật có hoa trong họ Cẩm quỳ. Loài này được (Roxb.) Fryxell mô tả khoa học đầu tiên năm 2001.